# Карих, Георгий Павлович
Георгий Павлович Карих (1 октября 1915, Малахово, Барнаульский уезд, Томская губерния — 21 января 1970, Карталы, Челябинская область) — советский военный, государственный и политический деятель, генерал-лейтенант.

## Биография
Родился 1 октября 1915 года в селе Малахово Косихинской волости Барнаульского уезда Томской губернии, ныне село — административный центр Малаховского сельсовета Косихинского района Алтайского края.
Член КПСС.
В 1934 г. по комсомольской путёвке зачислен курсантом 3-й Военной школы лётчиков и лётчиков-наблюдателей. В сентябре 1937 года переведён во 2-ю Борисоглебскую военную Краснознамённую школу лётчиков-истребителей имени ОСОАВИАХИМа ВВС РККА (Воронежская область), которую окончил в декабре того же года.
В 1937—1970 гг.:
- инструктор-летчик 2-й военной школы летчиков истребителей ВВС РККА,
- командир звена, командир отряда 2-й Борисоглебской военной авиашколы летчиков им. В. П. Чкалова,
- командир эскадрильи 630-го истребительного авиаполка 106-й истребительной авиадивизии,
- с 1946 г. командир 119-го истребительного авиаполка. инструктор-летчик по технике пилотирования и теории полета,
- С октября 1948 — инструктор-лётчик по технике пилотирования и теории полёта, с августа 1949 — заместитель командира, а с апреля 1952 — командир 129-й истребительной авиационной дивизии.
- с ноября 1956 г. начальник штаба истребительной авиации Уральской армии ПВО,
- с ноября 1957 г. начальник штаба 42-й Воздушной истребительной армии ПВО,
- с ноября 1958 г. начальник штаба — заместитель командующего истребительной авиации Бакинского округа ПВО,
- с 15 марта 1961 — командир 8-го отдельного ракетного корпуса, одновременно с ноября 1962 по август 1965 — член Военного совета Забайкальского военного округа (Чита),
- с 7 августа 1965 г. командир 18-го отдельного ракетного корпуса.

Делегат XXII съезда КПСС.
В 1970 году в Карталах был застрелен офицером из ревности.
Похоронен на «старом» кладбище города Оренбурга.